# Dynamenoides vulcanata
Dynamenoides vulcanata är en kräftdjursart som beskrevs av Hurley och Jansen 1977. Dynamenoides vulcanata ingår i släktet Dynamenoides och familjen klotkräftor.
Artens utbredningsområde är havet kring Nya Zeeland. Inga underarter finns listade i Catalogue of Life.